# Niort
Niort är en kommun i departementet Deux-Sèvres i regionen Nouvelle-Aquitaine i västra Frankrike. Kommunen är chef-lieu över 3 kantoner som tillhör arrondissementet Niort. År 2022 hade Niort 60 074 invånare.
Niort växte fram på 900-talet kring en där anlagd borg. Under medeltiden blev Niort en viktig handelsstad.
Staden har flera byggnader från 1400- och 1500-talen, såsom Notre-Dame-kyrkan i gotik och det före detta stadshuset. Staden var tidigare känd för tillverkning av handskar och skor, sina garverier samt sprit- och kvarnindustri.

## Befolkningsutveckling
Antalet invånare i kommunen Niort
| Referens: INSEE |